# Linie 4 der Pariser Straßenbahn
| Karte |                      |                                |                                |
| Streckenlänge: | 13,3 km              |                                |                                |
| Spurweite: | 1435 mm (Normalspur) |                                |                                |
| |                      |                                |                                |
| Eröffnung: | 2006                 |                                |                                |
| Stationen: | 20                   |                                |                                |
| \| \| \| Aulnay-sous-Bois \| \| \| \| \| Rougemont – Chanteloup \| \| \| \| \| Canal de l’Ourcq \| \| \| \| \| Freinville – Sevran \| \| \| \| \| L'Abbay \| \| \| \| \| Lycée Henri Sellier \| \| \| \| \| \| \| \| \| \| \| \| \| \| \| De Kock \| \| \| \| \| Henri Barbusse \| \| \| \| \| Hôpital de Montfermeil \| \| \| \| \| Arboretum \| \| \| \| \| \| \| \| \| \| Notre-Dame des Anges \| \| \| \| \| Clichy - Montfermeil \| \| \| \| \| Romain Rolland \| \| \| \| \| Clichy-sous - Bois Mairie \| \| \| \| \| Maurice Audin \| \| \| \| \| Léon Blum \| \| \| \| \| République Max Dormoy \| \| \| \| \| \| \| \| \| \| Gargan \| \| \| \| \| Les Pavillons - sous-Bois \| \| \| \| \| Allée de la Tour - Rendez-Vous \| \| \| \| \| Les Coquetiers \| \| \| \| \| Remise à Jorelle \| \| \| \| \| Bondy \| \| |                      |                                |                                |
| U-Bahn-Kopfbahnhof Streckenanfang |                      | Aulnay-sous-Bois               | Aulnay-sous-Bois               |
| U-Bahn-Haltepunkt / Haltestelle |                      | Rougemont – Chanteloup         | Rougemont – Chanteloup         |
| U-Bahn-Brücke über Wasserlauf |                      | Canal de l’Ourcq               | Canal de l’Ourcq               |
| U-Bahn-Haltepunkt / Haltestelle |                      | Freinville – Sevran            | Freinville – Sevran            |
| U-Bahn-Haltepunkt / Haltestelle |                      | L'Abbay                        | L'Abbay                        |
| U-Bahn-Haltepunkt / Haltestelle |                      | Lycée Henri Sellier            | Lycée Henri Sellier            |
| |                      |                                |                                |
| U-Bahn-Strecke · U-Bahn-Strecke von links (außer Betrieb) · U-Bahn-Strecke von rechts (außer Betrieb) |                      |                                |                                |
| U-Bahn-Strecke · U-Bahn-Strecke (außer Betrieb) · U-Bahn-Bahnhof (Strecke außer Betrieb) |                      | De Kock                        | De Kock                        |
| U-Bahn-Strecke · U-Bahn-Strecke (außer Betrieb) · U-Bahn-Bahnhof (Strecke außer Betrieb) |                      | Henri Barbusse                 | Henri Barbusse                 |
| U-Bahn-Strecke · U-Bahn-Strecke (außer Betrieb) · U-Bahn-Kopfbahnhof Strecke bis hier außer Betrieb |                      | Hôpital de Montfermeil         | Hôpital de Montfermeil         |
| U-Bahn-Strecke · U-Bahn-Strecke (außer Betrieb) · U-Bahn-Bahnhof |                      | Arboretum                      | Arboretum                      |
| U-Bahn-Strecke |                      |                                |                                |
| U-Bahn-Haltepunkt / Haltestelle |                      | Notre-Dame des Anges           | Notre-Dame des Anges           |
| U-Bahn-Strecke · U-Bahn-Haltepunkt / Haltestelle |                      | Clichy - Montfermeil           | Clichy - Montfermeil           |
| U-Bahn-Strecke · U-Bahn-Haltepunkt / Haltestelle |                      | Romain Rolland                 | Romain Rolland                 |
| U-Bahn-Strecke · U-Bahn-Haltepunkt / Haltestelle |                      | Clichy-sous - Bois Mairie      | Clichy-sous - Bois Mairie      |
| U-Bahn-Strecke · U-Bahn-Haltepunkt / Haltestelle |                      | Maurice Audin                  | Maurice Audin                  |
| U-Bahn-Strecke · U-Bahn-Haltepunkt / Haltestelle |                      | Léon Blum                      | Léon Blum                      |
| U-Bahn-Strecke · U-Bahn-Haltepunkt / Haltestelle |                      | République Max Dormoy          | République Max Dormoy          |
| U-Bahn-Abzweig geradeaus und von links · U-Bahn-Strecke nach rechts |                      |                                |                                |
| U-Bahn-Bahnhof |                      | Gargan                         | Gargan                         |
| U-Bahn-Haltepunkt / Haltestelle |                      | Les Pavillons - sous-Bois      | Les Pavillons - sous-Bois      |
| U-Bahn-Haltepunkt / Haltestelle |                      | Allée de la Tour - Rendez-Vous | Allée de la Tour - Rendez-Vous |
| U-Bahn-Bahnhof |                      | Les Coquetiers                 | Les Coquetiers                 |
| U-Bahn-Haltepunkt / Haltestelle |                      | Remise à Jorelle               | Remise à Jorelle               |
| U-Bahn-Kopfbahnhof Streckenende |                      | Bondy                          | Bondy                          |

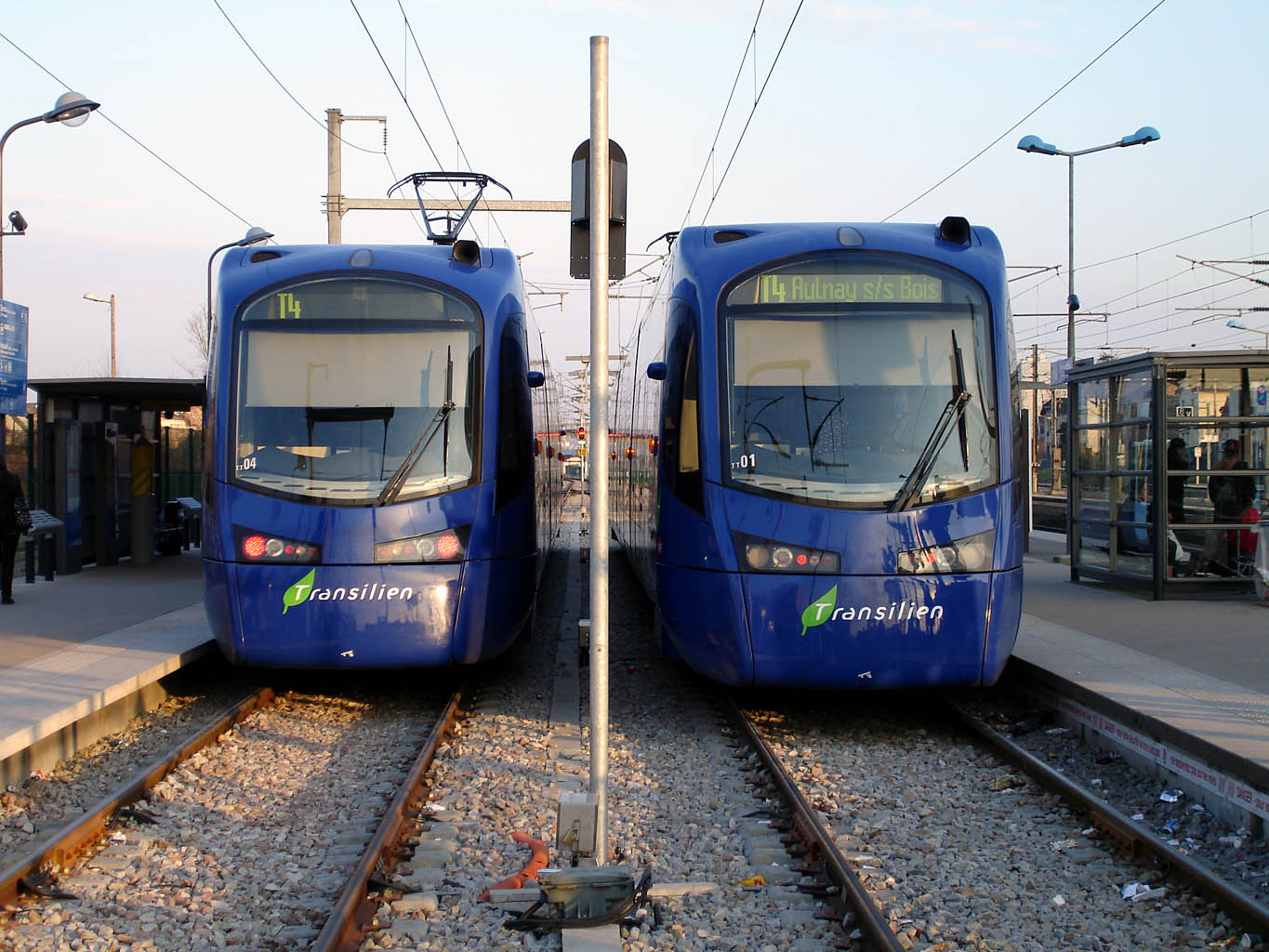
Zwei Züge der Linie T4 im Endbahnhof Bondy

Die Linie 4 der Straßenbahn Île-de-France oder kurz T4 wurde am 20. November 2006 in Betrieb genommen. Es handelt sich um die erste Eröffnung eines Tram-Train-Betriebs in Frankreich. Die Strecke liegt östlich außerhalb des Pariser Stadtgebiets im Département Seine-Saint-Denis und verbindet die RER-Stationen in Bondy und Aulnay-sous-Bois miteinander, sowie bedient mit einer Zweigstrecke die Gemeinden Livry-Gargan, Clichy-sous-Bois und  Montfermeil.
Auf der Linie kommen straßenbahnähnliche Züge zum Einsatz, welche technisch sowohl auf Eisenbahn- als auch Straßenbahnstrecken verkehren können. Während auf der Strecke zwischen Bondy und Aulnay-sous-Bois mit Eisenbahnoberbau und -fahrleitung (Fahrleitungsspannung 25 kV bei einer Frequenz von 50 Hz), der Trennung vom Straßenraum und Umzäunung stadtbahnartigen Charakter aufweist, ist die Zweigstrecke Gargan – Hôpital de Montfermeil als typische Straßenbahn ausgeführt. Auch wenn die Linie über eigenen Gleiskörper verfügt, ist sie hier in den Straßenraum integriert (etwa durch Rasengleise) und die Fahrdrahtspannung beträgt 750 V Gleichstrom.

## Geschichte der Strecke

### Die Strecke als Bahnlinie

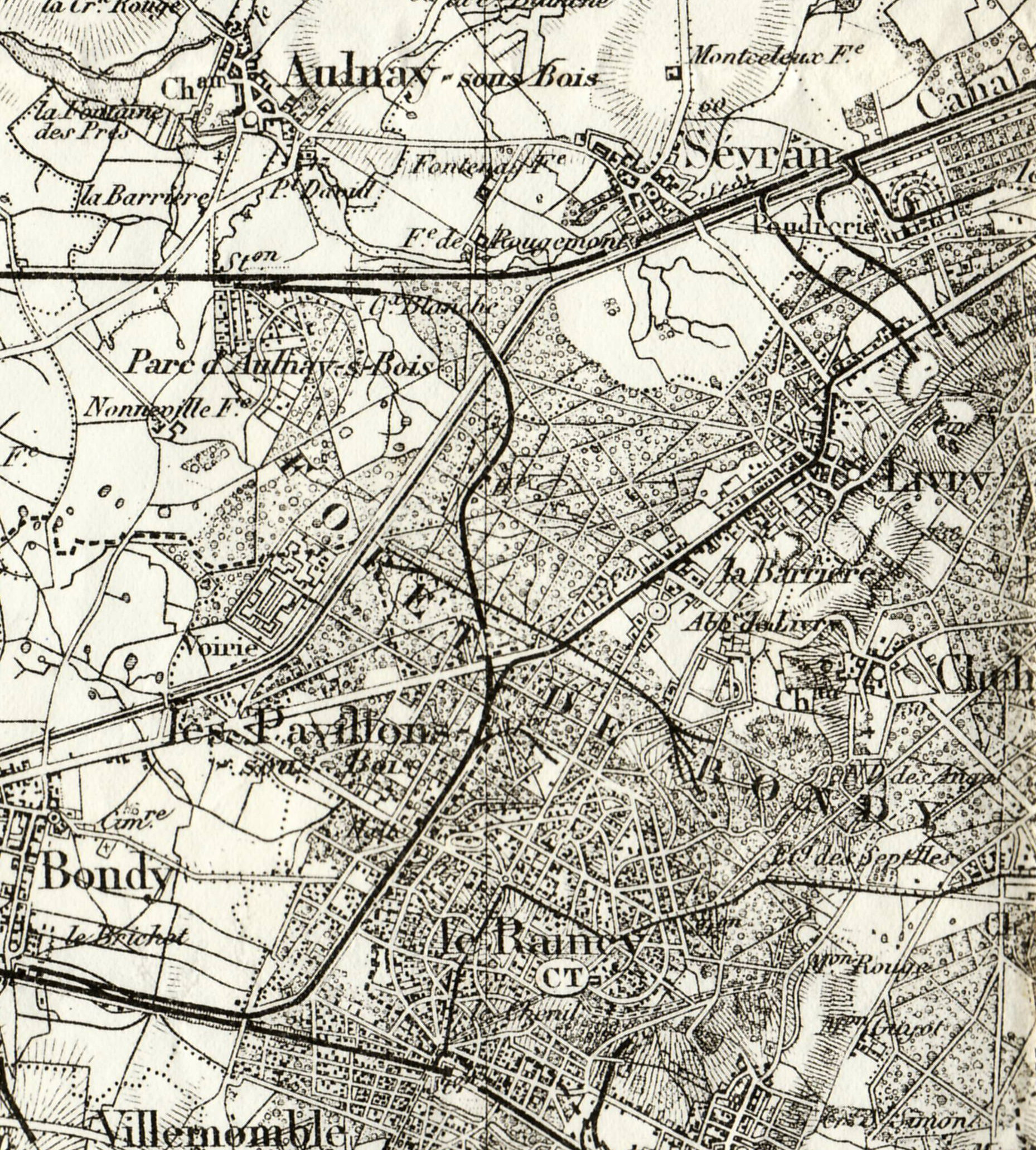
Bahnstrecke Bondy–Aulnay auf einer Karte von 1888

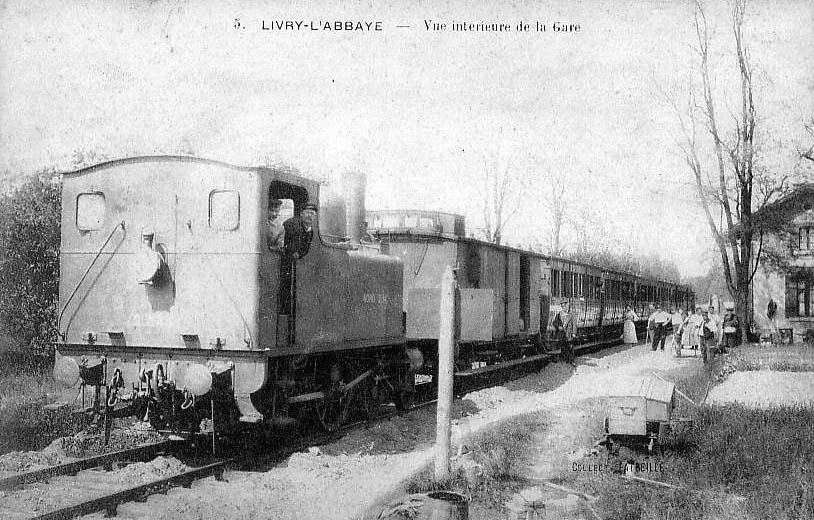
Zug aus der Anfangszeit in der Station L’Abbaye

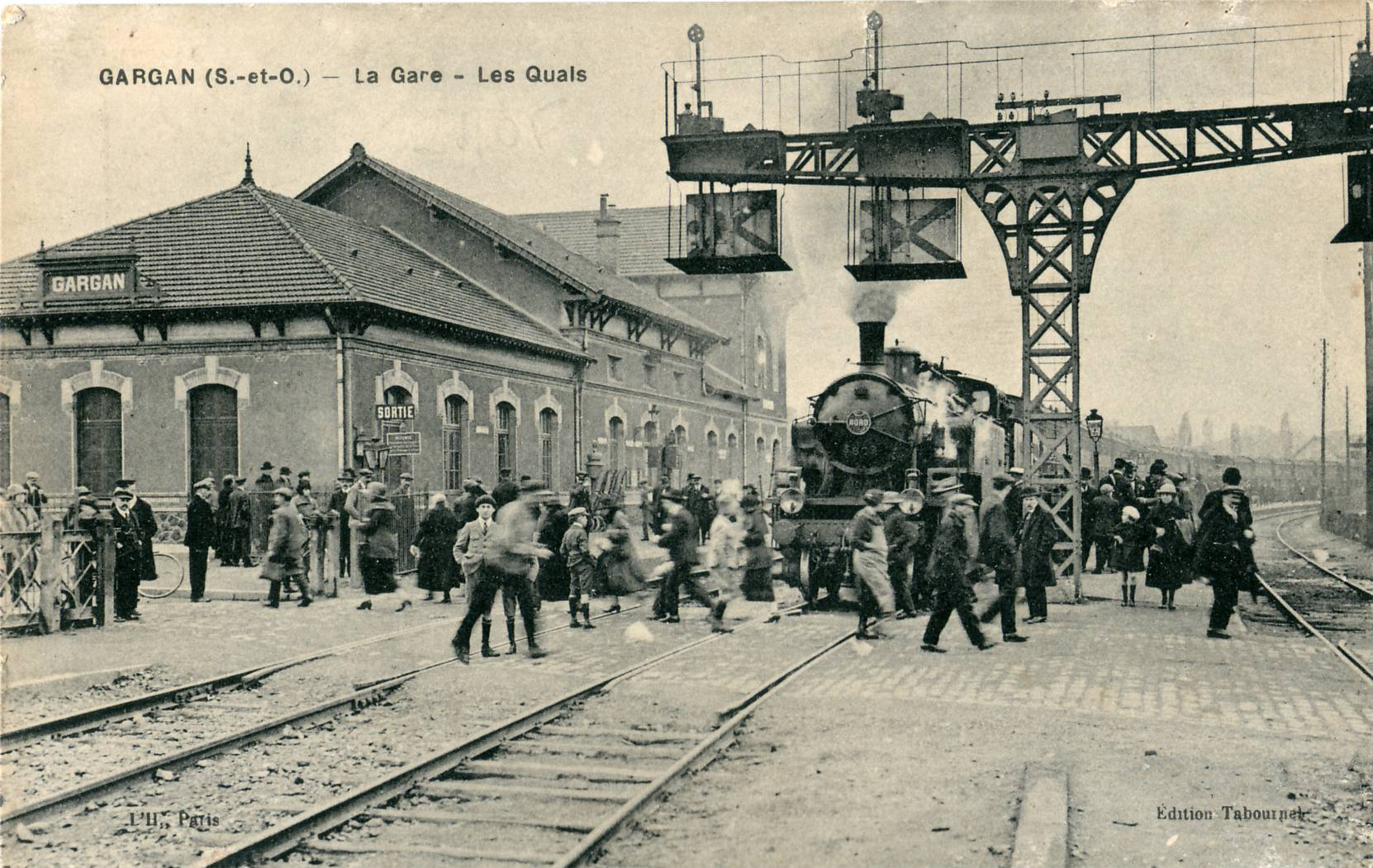
Bahnhof Gargan in den 1930er Jahren

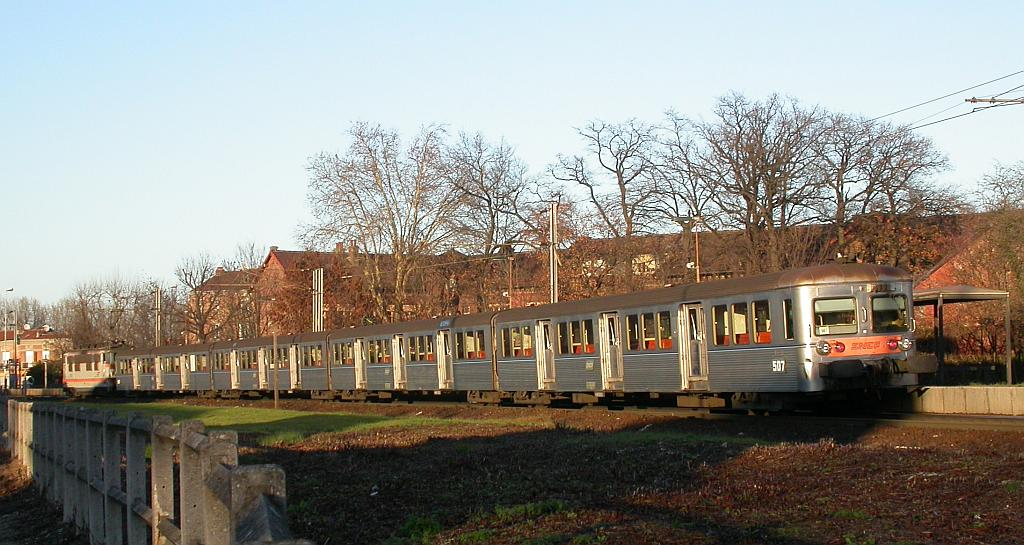
BB 16500 mit „Inox“-Zug am noch eingleisigen Haltepunkt Freinville, 2003

Die Strecke zwischen den Bahnhöfen Aulnay-sous-Bois und Bondy wurde bereits 1875 als Verbindung zwischen zwei Hauptbahnen der Compagnie des Chemins de fer de l’Est (EST) und Compagnie des chemins de fer du Nord (NORD) gebaut, die von Paris aus nach Osten bzw. nach Norden führten. Im August jenes Jahres eröffnete die Compagnie du chemin de fer de Bondy à Aulnay den südlichen Abschnitt von Bondy an der Bahnstrecke Paris–Strasbourg nach Gargan, im folgenden Monat die Strecke von Gargan nach Aulnay (Bahnstrecke La Plaine–Hirson).
Ursprünglicher Zweck des Baus war, die Abfuhr von Holz und Gips sowie den Transport von Eiern und Geflügel nach Paris zu erleichtern. Daraus resultiert die umgangssprachliche Bezeichnung „Ligne des Coquetiers“.
Zunächst war die acht Kilometer lange, normalspurige Strecke eingleisig mit nur drei Bahnstationen. 1880 kaufte der Staat die in finanzielle Schwierigkeiten geratene Bahngesellschaft und übergab den Betrieb an die EST, die 1883 Eigentümer der Strecke wurde. 1913 legte die EST auf dem vier Kilometer langen Südabschnitt ein zweites Gleis, zwischen Gargan und Aulnay blieb die Strecke eingleisig. Im Mai 1962 – seit 1938 waren die Bahngesellschaften verstaatlicht – rüstete die SNCF den Südabschnitt mit einer Oberleitung für 25 kV Wechselspannung aus. Der weiterhin eingleisige Nordabschnitt blieb zunächst Dieseltriebwagen im Pendelverkehr zwischen Gargan und Aulnay vorbehalten, erst im September 1977 wurde auch er elektrifiziert.
Der Nordabschnitt ließ aufgrund der Eingleisigkeit nur eine 30-minütige Bedienung zu. Auf der zweigleisigen Strecke von Gargan nach Bondy verkehrten im 15-Minuten-Takt Elektrolokomotiven der Baureihe BB 16500 mit Personenwagen des Typs „Inox“, die in den Stoßzeiten bis zum Gare de l’Est durchgebunden wurden. Die hohe Zugfrequenz beeinträchtigte in zunehmendem Maß den Straßenverkehr. Die vierzehn niveaugleichen Übergänge wiesen für Kraftfahrzeuge aus Platzmangel meist keine separaten Wartespuren auf, sodass bei geschlossenen Bahnschranken jeweils der gesamte Verkehr blockiert wurde. Daher wurde in den 1970er Jahren eine Tieferlegung der Bahntrasse diskutiert, aus Kostengründen aber verworfen.
Das Projekt Est Ouest Liaison Express (Eole) brachte in den 1990er Jahren das Ende der direkten Züge zum Gare de l’Est. Mit der Eröffnung der Linie E des S-Bahn-ähnlichen Réseau express régional d’Île-de-France (RER) im Jahr 1999 gab es für die Züge der „Ligne des Coquetiers“ dorthin keine freien Fahrplantrassen mehr. Fortan pendelten sie nur noch zwischen Bondy und Aulnay, wodurch die Strecke an Attraktivität verlor und die Auslastung auf unter 10.000 Fahrgäste pro Tag sank. Bestehen blieb das Problem der zahlreichen Bahnübergänge und der damit verbundenen Beeinträchtigung des Straßenverkehrs. Am 14. Dezember 2003 verkehrten die letzten regulären Personenzüge, am folgenden Tag wurden sie durch Omnibusse ersetzt.

### Straßenbahnbetrieb

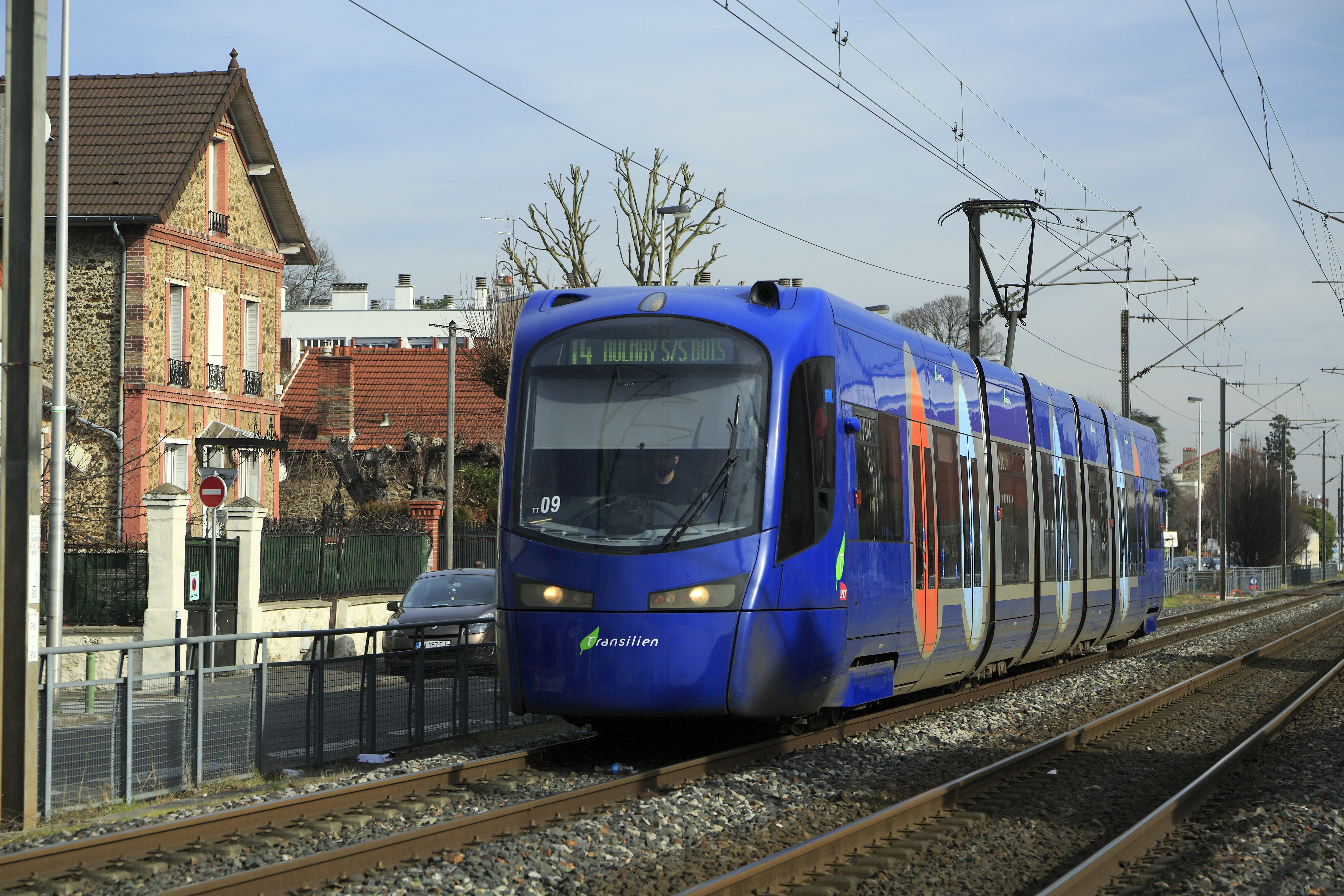
Zug der Linie T4 zwischen den Haltepunkten Allée de la Tour — Rendez-Vous und Les Coquetiers

Im Jahr 2000 begannen die Planungen für eine Umgestaltung der Strecke. Vorrangiges Ziel war, die beschrankten Bahnübergänge durch andere Lösungen zu ersetzen. Hierfür bot sich der Tram-Train an, dessen Züge als Straßenbahn im Straßenraum wie auch auf Eisenbahnstrecken verkehren können. Als Straßenbahn (auch auf eigener Trasse – hier der alten Bahnstrecke) kann er Straßen, wie eine solche, an normalen Lichtsignalanlagen (Verkehrsampeln) kreuzen. Die Vorstudien wurden 2003 abgeschlossen und von offizieller Seite befürwortet, nachdem die SNCF bereits 2001 den Bau der Fahrzeuge europaweit ausgeschrieben hatte.
Im Juni 2004 begannen die Sanierungsarbeiten, dabei wurden der Unterbau saniert und der Oberbau erneuert. Die Bahnsteige wurden passend zu den Wagenbreiten und -bodenhöhen neu- sowie die Strecke durchgehend zweigleisig ausgebaut. Die eingleisige Stahlbetonbrücke über die Route nationale 3 in Gargan aus dem Jahr 1932 wurde durch einen Neubau ersetzt, über den Canal de l’Ourcq kam parallel zur ersten eine zweite Brücke hinzu. Beibehalten wurden die Fahrleitungsanlagen und die Wechselspannung von 25 kV.
Die heutige Strecke ist 7,9 Kilometer lang, hat elf Haltestellen – wovon drei neu geschaffen wurden – und verbindet sechs Gemeinden. Im Gegensatz zum früheren Eisenbahnbetrieb verkehren die Straßenbahnzüge im Rechtsverkehr. Die zulässige Geschwindigkeit beträgt 70 km/h, in bebauten Gebieten ist sie auf 50 km/h und an den Kreuzungen auf 30 km/h beschränkt. Trotz der zusätzlichen Halte blieb die Fahrzeit zwischen den Endpunkten mit 20 Minuten unverändert, was sich auf das bessere Beschleunigungs- und Bremsvermögen sowie den schnelleren Fahrgastwechsel aufgrund der Niederflurtechnik zurückführen lässt.
Die offizielle Inbetriebnahme der Linie T4 war am 18. November 2006. In Aulnay-sous-Bois besteht Anschluss an die Linie RER B, in Bondy an die Linie RER E.

## Zweigstrecke Gargan–Montfermeil

Geographischer Plan der Linie T4

2019 wurde eine neue Zweigstrecke ausgehend von Gargan nach Montfermeil eröffnet. Seither ist die T4 eine Linie mit zwei Ästen, wobei die Züge durchgebunden sind. Von Bondy verkehren diese jeweils alternierend nach Aulnay-sous-Bois und Montfermeil. Damit werden Teile der Gemeinden Les Pavillons-sous-Bois, Livry-Gargan, Clichy-sous-Bois und Montfermeil nun auch von der T4 bedient, die schnelle Verbindungen zu den RER-Linien E und B sowie später zu den Stationen Clichy-Montfermeil (Métrolinie 16) und Bondy (Métrolinie 15) des Projektes Grand Paris Express bietet.

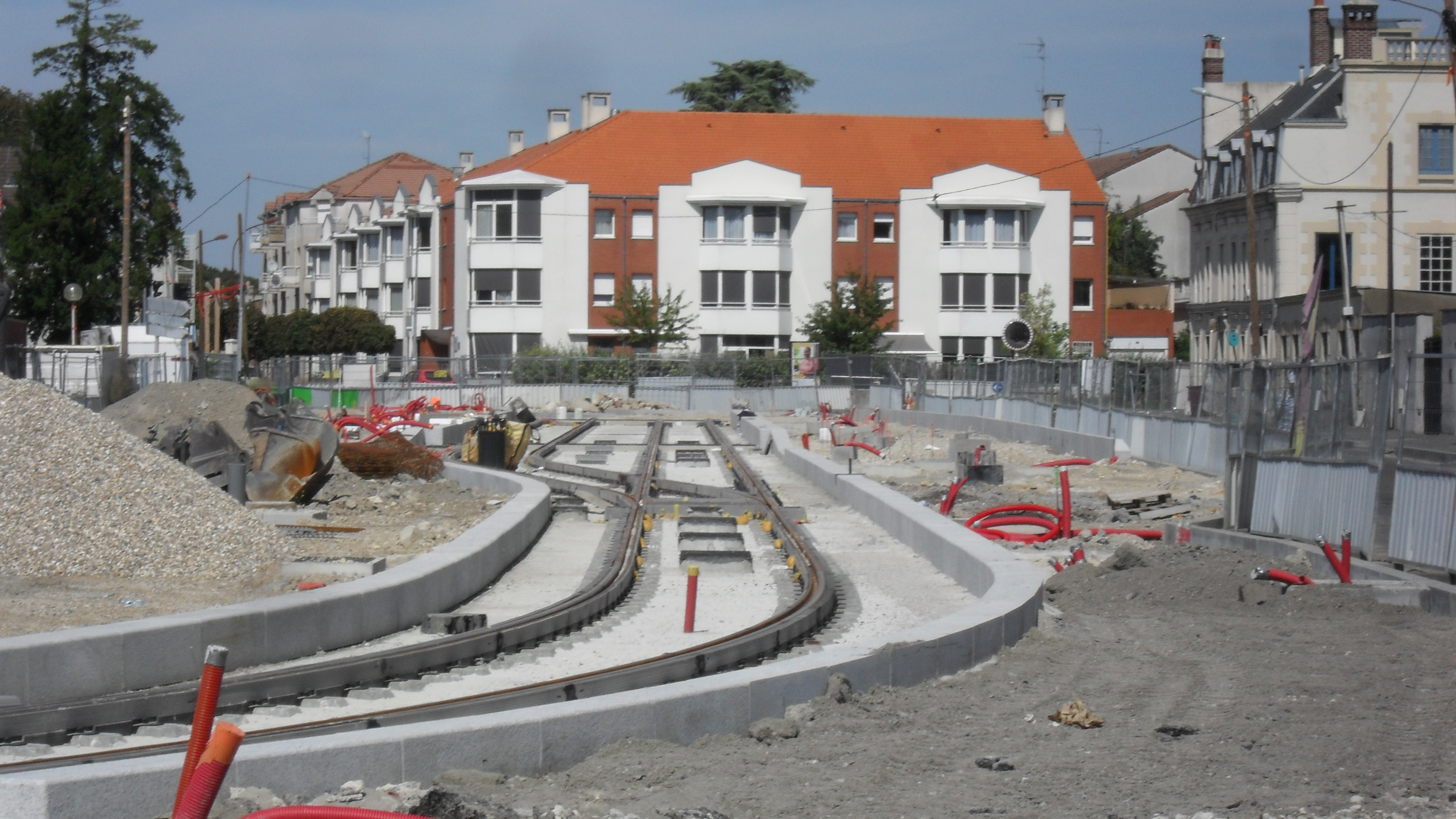
Endstelle Hôpital de Montfermeil im Bau (August 2019)

Dieser Streckenneubau war Teil des Entwicklungsprogramms für den ÖPNV im östlichen Teil der Île-de-France, zu dem auch die geplante Schnellbuslinie T Zen 3 zwischen Porte de Pantin und Gargan, die Verlängerung der Straßenbahnlinie T1 bis zum Bahnhof Val de Fontenay und der Bau der Tangentielle Nord (heute Linie T11) bis Noisy-le-Sec gehören.
Die 6,5 km lange Zweigstrecke zweigt in Gargan von der bestehenden Linie nach Osten ab und verläuft im Unterschied zur bisherigen Strecke im Straßenraum. Es entstanden elf Haltestellen. Montfermeil soll im Endausbau einer langen, eingleisigen Wendeschleife durchfahren werden, an der insgesamt vier Haltestellen liegen werden, die aber noch nicht fertiggestellt ist. Vorläufig enden die Züge an der Haltestelle Hôpital de Montfermeil am Ostende der Wendeschleife.
Erwartet werden etwa 37 000 Fahrgäste im Tagesdurchschnitt.
Der Streckenabschnitt Arboretum – Hôpital de Montfermeil wird zukünftig Teil der Wendeschleife und ist deshalb nur eingleisig ausgeführt.
Die Stammstrecke Bondy–Gargan wird von allen Zügen in Richtung Aulnay bzw. Montfermeil befahren. Auf dieser liegt die Zugfolge zwischen 6 und 20 Uhr bei drei Minuten, auf dem Nord- bzw. Ostast bei sechs Minuten. Die Neubaustrecke wurde nach Straßenbahnrichtlinien gebaut. Die Fahrleitung führt in diesem Zweig 750 V Gleichspannung.
Die Baukosten wurden mit ca. 214 Mio. Euro angegeben. Die Kosten für das Rollmaterial übernahm das STIF. Eingesetzt werden zweisystemfähige Gelenkwagen des Typs Citadis Dualis von Alstom, dafür wurden rund 60 Mio. Euro veranschlagt. Der Baubeginn war zunächst für 2014 vorgesehen; die Inbetriebnahme gegen Ende 2017. Aber erst im Herbst 2016 konnte mit den Tiefbauarbeiten begonnen werden. Die Fertigstellung der Neubaustrecke war dann für 2018 geplant. Die Freigabe des ersten Abschnitts bis Arboretum erfolgte schließlich am 14. Dezember 2019. Im August 2020 folgte die Verlängerung bis Montfermeil, in den ersten Wochen kam es jedoch mehrfach zu längeren Betriebsunterbrechungen aufgrund von Problemen mit der Stromversorgung.

## Haltestellen
| Straßenbahnlinie T4                          | Straßenbahnlinie T4                | Straßenbahnlinie T4 |
| Station                                      | Gemeinde(n)                        | Umstieg zu          |
| -------------------------------------------- | ---------------------------------- | ------------------- |
| Bondy                                        | Bondy                              | RER E               |
| Remise à Jorelle                             | Bondy                              |                     |
| Les Coquetiers                               | Villemomble                        |                     |
| Allée de la Tour — Rendez-Vous               | Villemomble                        |                     |
| Les Pavillons-sous-Bois                      | Le Raincy, Les Pavillons-sous-Bois |                     |
| Gargan                                       | Les Pavillons-sous-Bois            |                     |
| Lycée Henri Sellier                          | Livry-Gargan                       |                     |
| L’Abbaye                                     | Livry-Gargan                       |                     |
| Freinville — Sevran                          | Sevran                             |                     |
| Rougemont — Chanteloup                       | Sevran, Aulnay-sous-Bois           |                     |
| Aulnay-sous-Bois                             | Aulnay-sous-Bois                   | RER B TRA K         |
| Zweigstrecke Gargan – Hôpital de Montfermeil |                                    |                     |
| République - Marx Dormoy                     | Livry-Gargan                       |                     |
| Léon Blum                                    | Livry-Gargan                       |                     |
| Maurice Audin                                | Clichy-sous-Bois                   |                     |
| Clichy-sous-Bois – Mairie                    | Clichy-sous-Bois                   |                     |
| Romain Rolland                               | Clichy-sous-Bois                   |                     |
| Clichy - Montfermeil                         | Clichy-sous-Bois                   |                     |
| Notre-Dame des Anges                         | Montfermeil                        |                     |
| Arboretum                                    | Montfermeil                        |                     |
| Hôpital de Montfermeil                       | Montfermeil                        |                     |

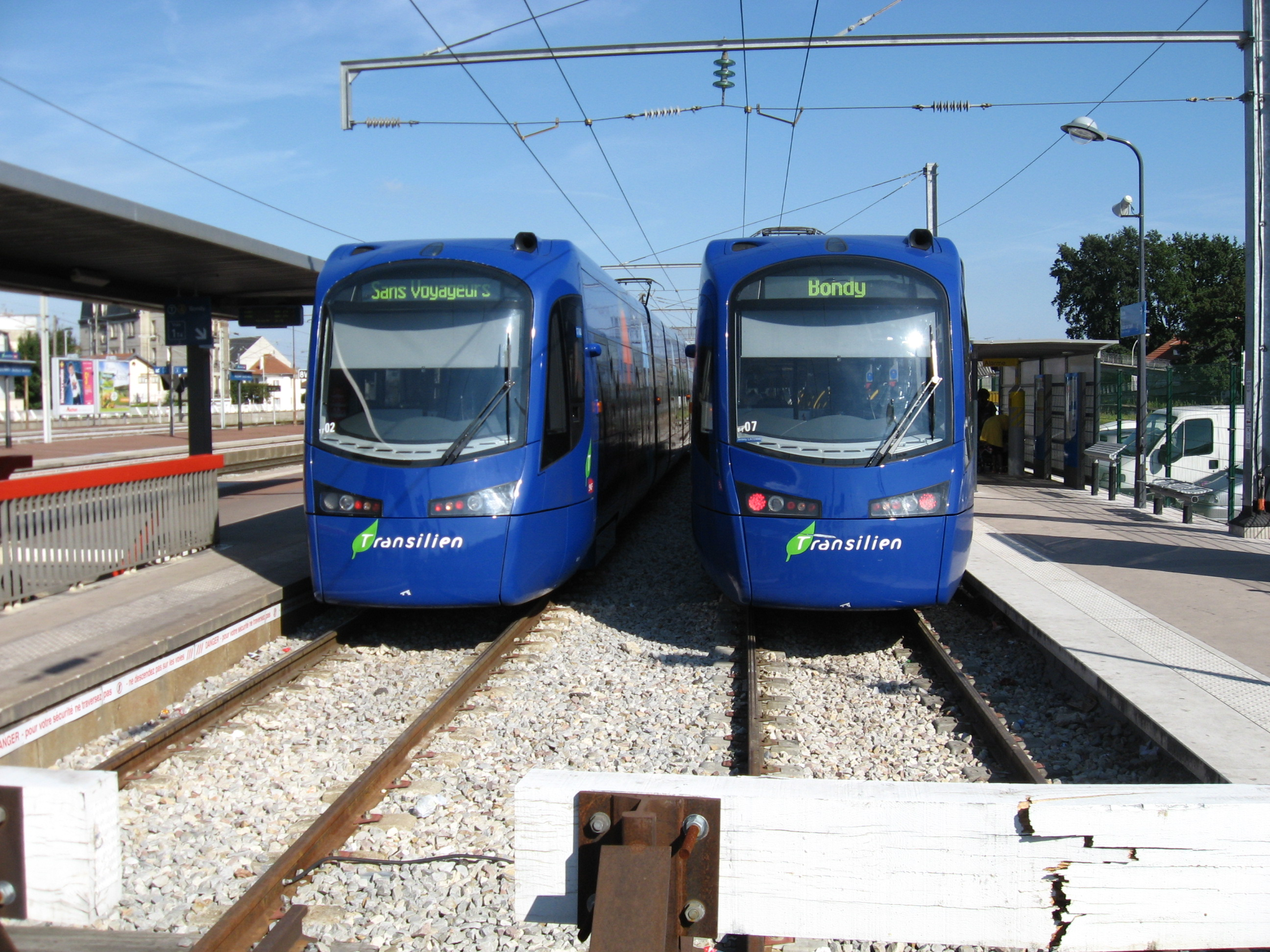
Streckenende im Bahnhof Aulnay-sous-Bois
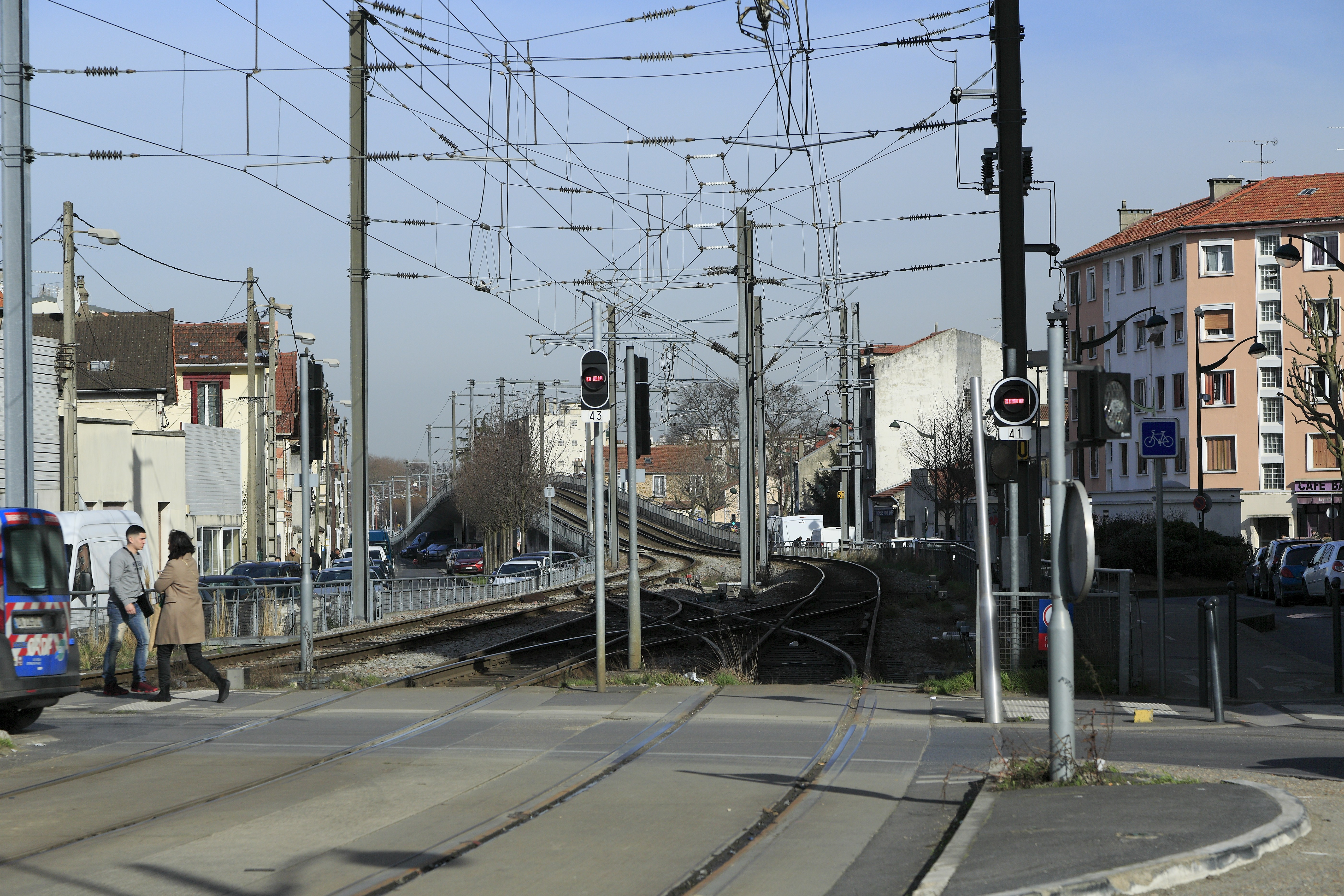
Kreuzung mit der Avenue Victor Hugo am Nordkopf des dreigleisigen Bahnhofs Gargan, im Hintergrund die Brücke über die RN 3
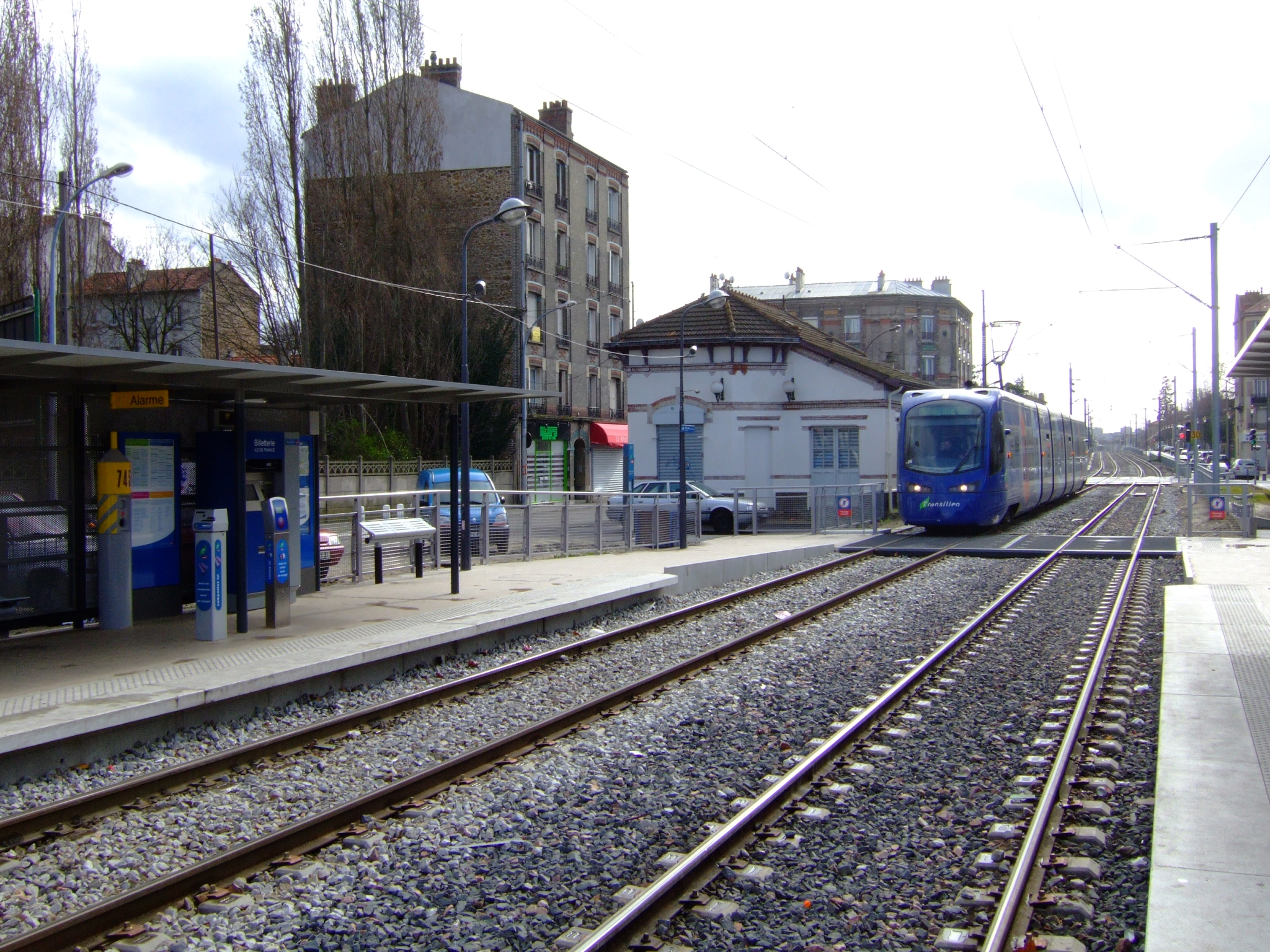
Haltestelle Les Pavillons-sous-Bois
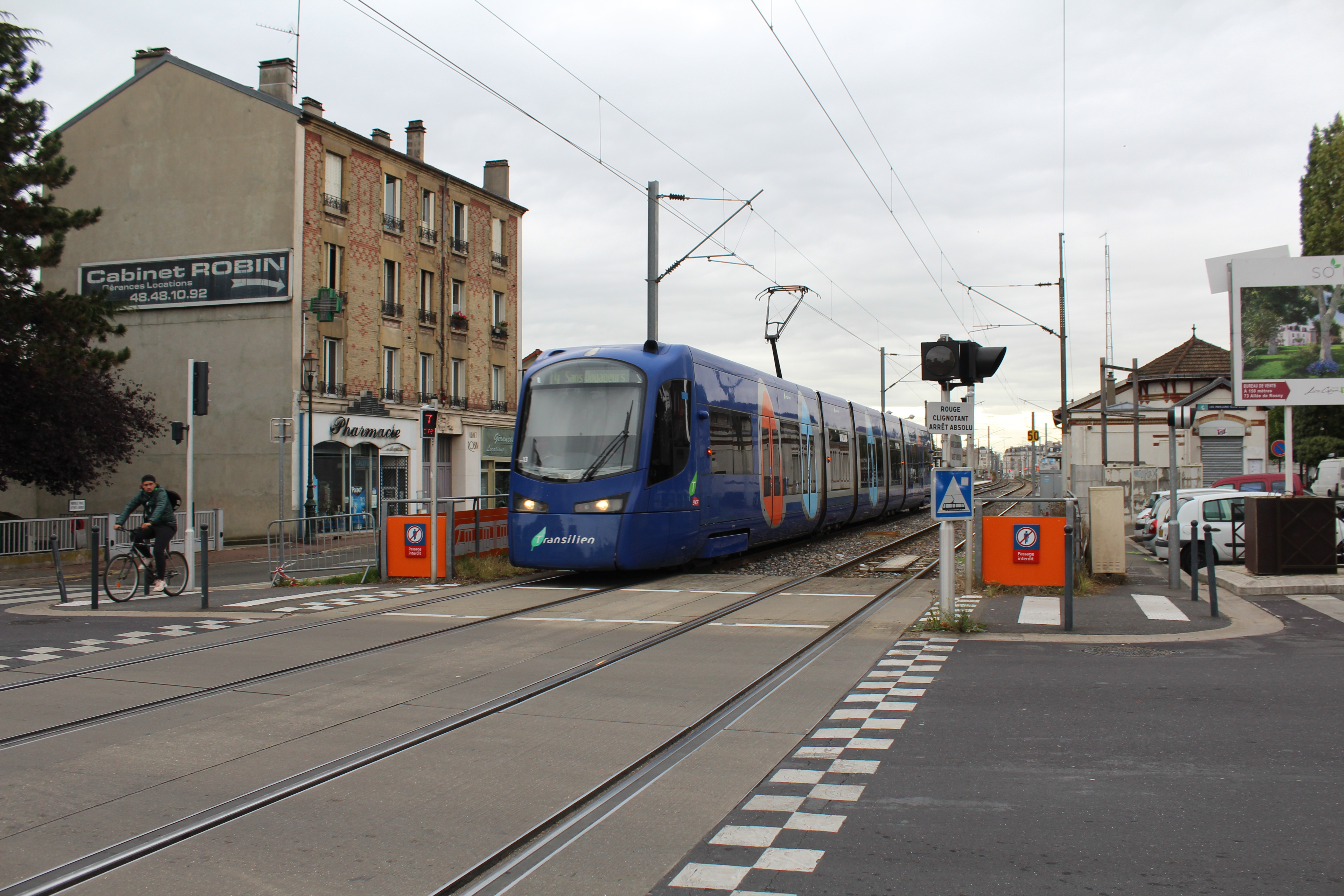
Kreuzung in Pavillons-sous-Bois
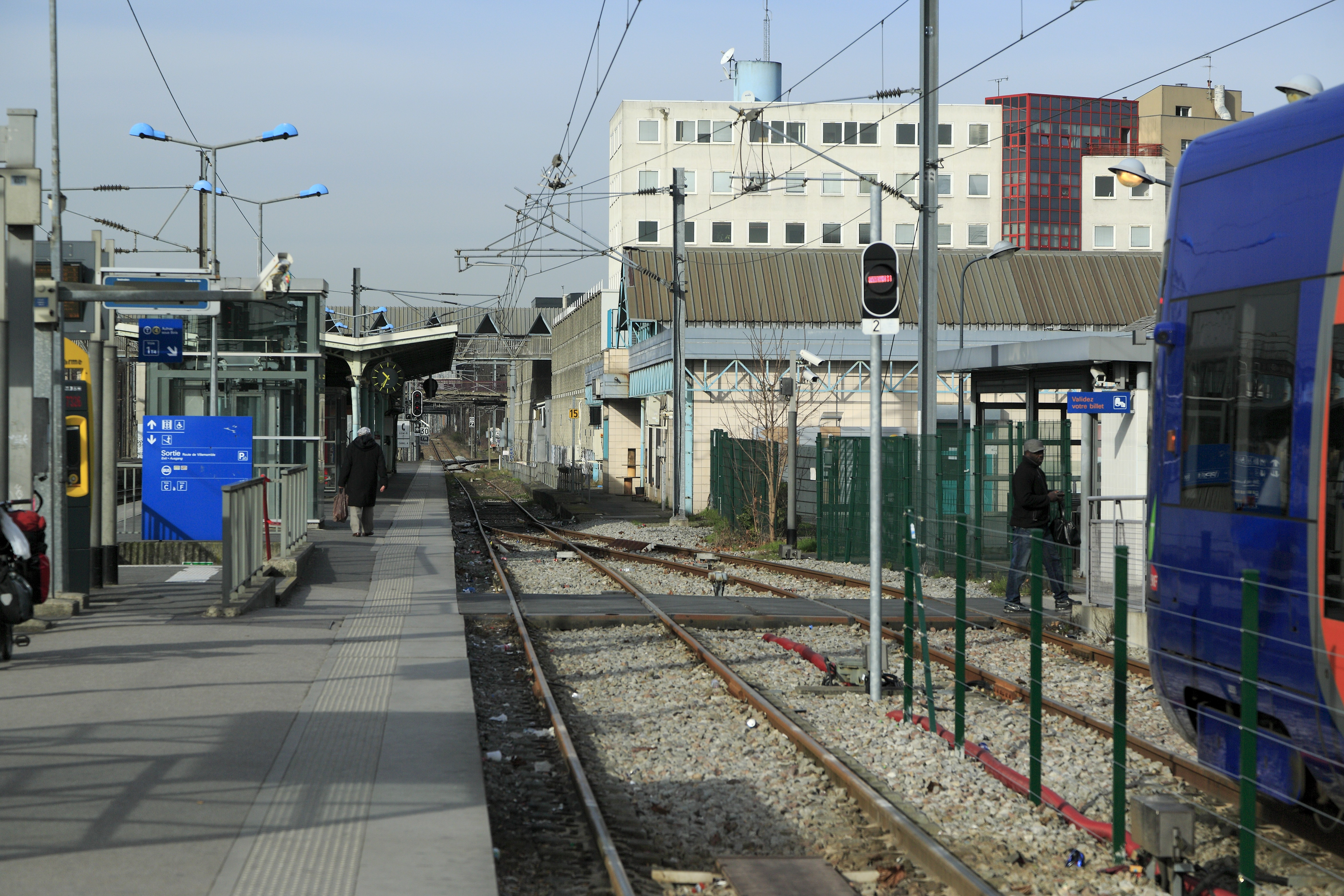
Bahnhof Bondy, weiterführend das Betriebsgleis zum Eisenbahnnetz
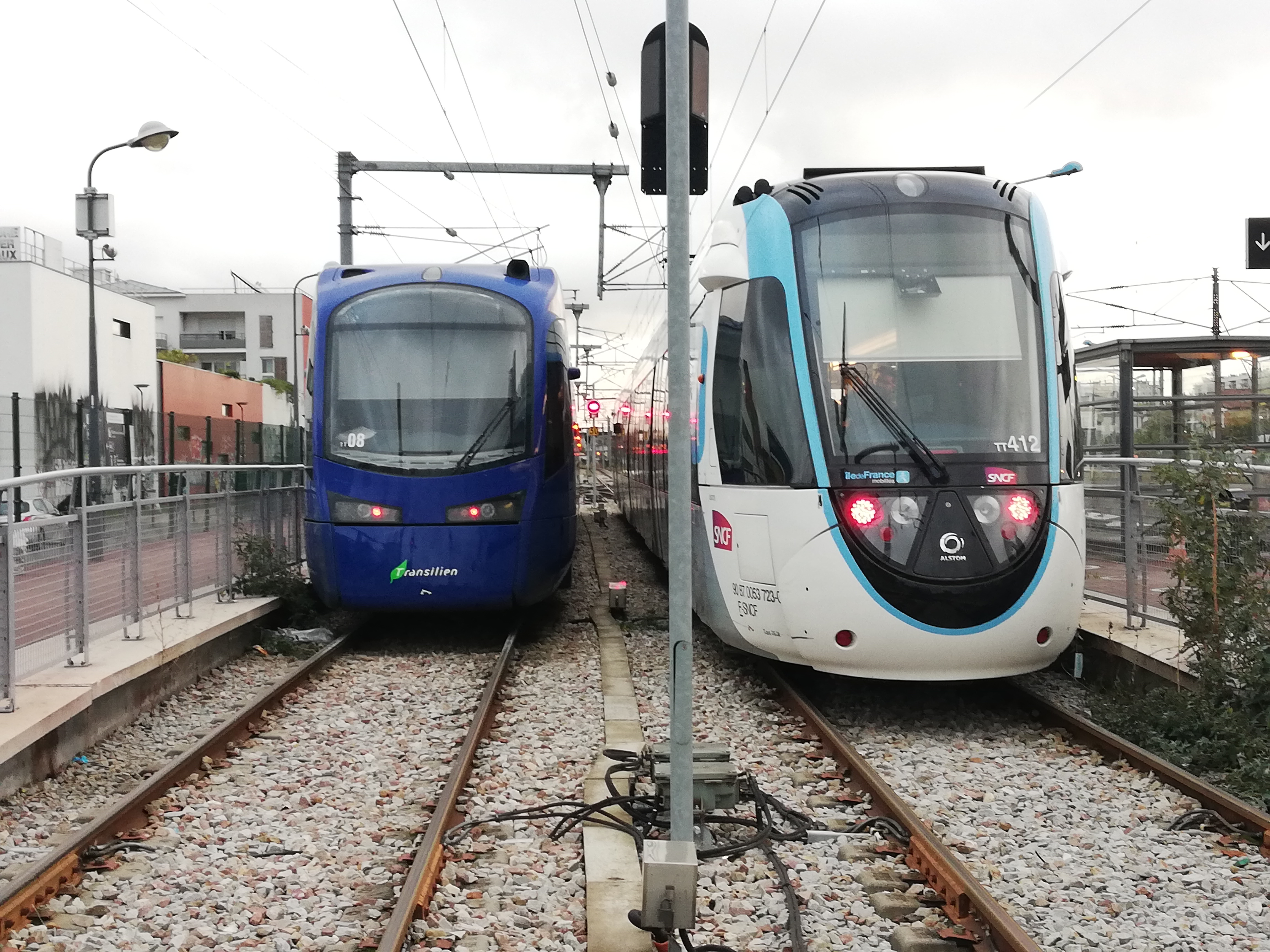
Avanto neben Citadis Dualis in Bondy

## Besonderheiten
Im Unterschied zu den anderen Straßenbahnlinien wird die Linie T4 nicht vom Nahverkehrsunternehmen RATP, sondern von der Eisenbahngesellschaft SNCF betrieben, was ursprünglich auch an der blauen SNCF-Transilien-Farbgebung der Züge erkennbar war (RATP: hellgrün / weiß). Die Züge fahren auf Eisenbahnoberbau und mit der im Nordosten des Landes bei der Eisenbahn üblichen Spannung von 25 kV mit einer Frequenz von 50 Hz, die Option des Verkehrens unter Gleichspannung wird erst seit Inbetriebnahme der im Straßenraum verlaufenden Strecke nach Montfermeil genutzt. Zudem fahren die Züge auf Sicht und damit nicht signalgedeckt im Raumabstand.
Für den Einsatz von Fahrern auf Tram-trains schuf die SNCF in diesem Zusammenhang einen neuen Beruf: Der Conducteur tram train (CRTT) ist für das Führen von Triebfahrzeugen auf Eisenbahnstrecken wie auch im Straßenraum ausgebildet.

## Fahrzeuge
Für den Einsatz auf dieser Strecke hat die SNCF ursprünglich 15 Straßenbahngelenkwagen vom Typ Avanto S 70 des deutschen Herstellers Siemens erworben, die im Fahrzeugschema der SNCF als Baureihe U 25500 eingeordnet sind. Depot und Betriebswerkstätte befinden sich in Noisy-le-Sec.
Für die Zweiglinie nach Montfermeil wurden weitere Fahrzeuge benötigt. Im Januar 2016 bestellte die SNCF bei Alstom deswegen 15 vierteilige Wagen des Typs Citadis Dualis. Die Auslieferung begann im Oktober 2017. Der Betrieb auf der neuen Zweigstrecke wurde 2019 aufgenommen.
2020 wurden weitere 11 Citadis Dualis bestellt, welche die Avanto abgelöst haben. Zum einen haben sich laut Aussage des zuständigen Aufgabenträgers Île-de-France Mobilités die Avanto-Fahrzeuge als unzuverlässig herausgestellt, zum anderen waren diese nicht in der Lage, auf dem neu errichteten, als Straßenbahn betriebenen Ast Gargan – Hôpital de Montfermeil zu verkehren. Mit der Nachbestellung der Citadis Dualis wurde der Fuhrpark auf der Linie T4 vereinheitlicht.